# Iryanthera paradoxa
Iryanthera paradoxa är en tvåhjärtbladig växtart som först beskrevs av Schwacke, och fick sitt nu gällande namn av Otto Warburg. Iryanthera paradoxa ingår i släktet Iryanthera och familjen Myristicaceae. Inga underarter finns listade i Catalogue of Life.